# Hockeria
Hockeria är ett släkte av steklar som beskrevs av Walker 1834. Hockeria ingår i familjen bredlårsteklar.

## Dottertaxa tillHockeria, i alfabetisk ordning[1][2]
- Hockeria aegyptiaca
- Hockeria afra
- Hockeria aligarhensis
- Hockeria amamioshimensis
- Hockeria anupama
- Hockeria apani
- Hockeria argentigera
- Hockeria assamensis
- Hockeria atra
- Hockeria bangalorica
- Hockeria bicolor
- Hockeria bifasciata
- Hockeria brachygaster
- Hockeria brevipennis
- Hockeria burdicki
- Hockeria burksi
- Hockeria caduca
- Hockeria callipteroma
- Hockeria canariensis
- Hockeria carinata
- Hockeria chaoensis
- Hockeria confusa
- Hockeria crassa
- Hockeria dioculata
- Hockeria diversicornis
- Hockeria ephialtes
- Hockeria epimactis
- Hockeria eriensis
- Hockeria exarata
- Hockeria figurator
- Hockeria filicornis
- Hockeria fronta
- Hockeria fulvipes
- Hockeria fumipennis
- Hockeria gallicola
- Hockeria gibsoni
- Hockeria grisselli
- Hockeria guptai
- Hockeria hainesi
- Hockeria hayati
- Hockeria hockerioides
- Hockeria hofferi
- Hockeria indica
- Hockeria inopinata
- Hockeria intaillatus
- Hockeria ishiii
- Hockeria karatasensis
- Hockeria lankana
- Hockeria liberator
- Hockeria magna
- Hockeria manii
- Hockeria mediana
- Hockeria mengenillarum
- Hockeria menoni
- Hockeria metula
- Hockeria micans
- Hockeria micra
- Hockeria micula
- Hockeria minator
- Hockeria nikolskayae
- Hockeria nudaureliae
- Hockeria octodentata
- Hockeria opisinae
- Hockeria polycarinata
- Hockeria pulchella
- Hockeria punctigera
- Hockeria rubra
- Hockeria rufula
- Hockeria sativa
- Hockeria scutellata
- Hockeria singularis
- Hockeria susterai
- Hockeria tamaricis
- Hockeria tenuicornis
- Hockeria testaceitarsis
- Hockeria thailandica
- Hockeria tristis
- Hockeria unicolor
- Hockeria unipunctatipennis
- Hockeria vetusta
- Hockeria wibawai
- Hockeria yamamotoi
- Hockeria yoshimotoi
- Hockeria yoshiokai
- Hockeria zhaoi